# Años 1440
Los años 1440 o década del 1440 empezó el 1 de enero de 1440 y terminó el 31 de diciembre de 1449.

## Acontecimientos
- Nicolás V sucede a Eugenio IV como papa en el año 1447.
- Batalla de Súzdal

## Personas destacadas
- Conquista del Reino de Nápoles por la Corona de Aragón.